# 中村芳中
中村 芳中（なかむら ほうちゅう、生年不詳 - 文政2年（1819年）11月）は、江戸時代中期から後期の絵師。主に大坂で活躍。琳派に分類される絵師であるが、一般に華麗・装飾的と呼ばれる琳派にあって、素人風な大らかでユーモアある表現で近世大坂画壇に独特な存在感をもつ絵師である。

## 略伝

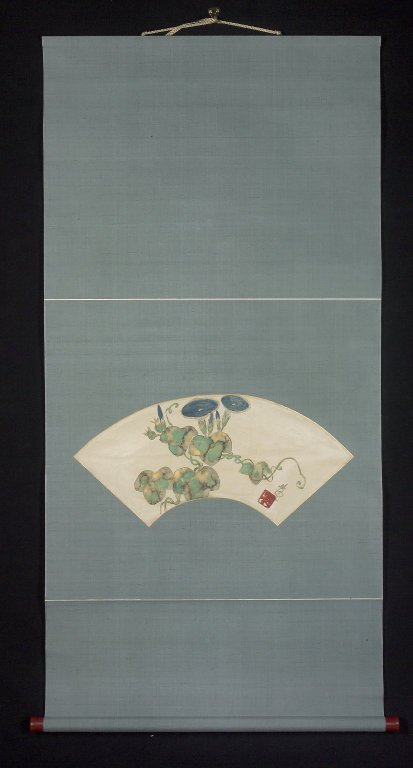
1780年の作。ブルックリン美術館所蔵

京都出身。名は徳哉。号は温知堂、達々、担板漢など。芳中は字とされるが、同時代の資料でも「鳳沖」「鳳冲」「鳳仲」「鳳中」「方仲」「方冲」「方中」「芳仲」「芳中」と様々である。芳中自身の落款・印章を見ると圧倒的に「芳中」が多く、「鳳沖」から「方中」そして「芳中」へ」改名したと推測される。生年は不明だが、江戸琳派の祖・酒井抱一とほぼ同時代人だと考えられる。生い立ちも不明だが、『伝灯録』が出典の「担板漢」（物を肩に担ぐと視野が一方に限られることから、一を知って二を知らない偏屈者の意）という別号を用いる教養や、後述する木村蒹葭堂ら文人たちとの交流から、富裕な商家の出とも言われる。
史料上の初出は、1790年（寛政2年）『浪華郷友録』に大坂内本町に住む絵師として紹介されており、既に一人前の絵師だったことがわかる。1794年（寛政6年）の『虚実柳巷方言』では「指頭ホウチウ」と記されており、指に直接絵の具を付けて描くなど、筆以外で絵を描く’’’指頭画’’’を良くしたことがわかり、実作品も残っている。画業の初期は、他に南画風の山水画も手掛けている。しかし、やがて周囲の文人や俳人たちの影響で、尾形光琳に私淑していったと考えられる。それは、「許由巣父・蝦蟇鉄拐図屏風」（個人蔵）の地面、草、竹、牛の身体、人物の衣服や毛髪等のモチーフにたらし込みの技法が多用されている点に現れている。
1799年（寛政11年）江戸へ下向。この時交流があった木村蒹葭堂から選別を受け、大坂の俳人たちが「中村方中の東行をおくる」という俳諧摺物を制作している。その後も度々江戸に訪れたと考えられる。1802年（享和2年）江戸で『光琳画譜』（加藤千蔭序、川上不白跋）を刊行する。この出版は、抱一の『光琳百図』より十数年早い。ただし、その掲載作品は光琳作品を版行したのではなく、あくまで芳中が自身が「光琳風」だと思う画風で描いたもの（オマージュ）で、人物画には与謝蕪村や耳鳥斎らの影響も見て取れる。
文政2年（1819年）大坂で病没。弟子に西山芳園。他にも弟子はいたであろうが、現在にその名は伝わっていない。

## 代表作
| 作品名                     | 技法         | 形状・員数 | 所有者                         | 年代       | 落款・印章                                                           | 備考                                |
| -------------------------- | ------------ | ---------- | ------------------------------ | ---------- | -------------------------------------------------------------------- | ----------------------------------- |
| 白梅図                     | 紙本着色     | 1幅        | 千葉市美術館                   | 文化年間頃 | 「芳中画之」、「芳」朱文方印・印文不詳（朱文方印）                   | 134.5x66.5cmと、芳中画の中では大幅  |
| 雑画巻                     | 絹本著色     | 1巻        | 真田宝物館                     |            |                                                                      |                                     |
| 白梅小禽図屏風             | 紙本金地著色 | 六曲一隻   | 細見美術館                     |            |                                                                      |                                     |
| 四季草花図扇面押絵貼交屏風 | 紙本著色     | ニ曲一双   | 石橋美術館                     |            | 「芳中画」「芳中」「芳中寫之」、「芳」朱文方印・印文不詳（朱文方印） |                                     |
| 扇面画貼込冊子             | 紙本著色     | 1冊10図    | 個人                           | 晩年の作か |                                                                      | 山形県指定文化財                    |
| 四季草花図屏風             | 紙本金地著色 | 六曲一双   | 大英博物館                     |            |                                                                      |                                     |
| 菊花水流図                 | 絹本著色     | 1幅        | ロサンゼルス・カウンティ美術館 |            |                                                                      |                                     |
| 許由巣父・蝦蟇鉄拐図屏風   | 紙本着色     | 六曲一双   | 個人                           |            | 印文不詳(朱文内方外円印)                                             | 縦164.0×358.4cmと芳中画の中では最大 |